# 陸夢麟
陸夢麟（1495年—？年），字文瑞，號池山，江西南昌府豐城縣仙音巷人，軍籍。

## 生平
治《詩經》，行五，嘉靖元年江西鄉試第三十五名舉人，年二十九歲中式嘉靖二年（1523年）癸未科會試第二百七十七名，第三甲第二百二十六名進士。授广州府推官，七年七月选授試御史理刑，次年實授陕西道御史，巡按云贵，嘉靖八年九月因党附大学士张璁、桂萼，被劾去职，十一年七月又为兵部尚书汪鋐弹劾，降调外任。著有《池山集》。

## 家族
曾祖陆具载，旌表義官。祖父陆德美。父陆时叙。母杜氏。具庆下。弟陆梦豹，嘉靖二十三年进士。叔父陆时通，正德六年進士，官监察御史。陸時泰，字道亨，嘉靖元年舉人。陆时望，嘉靖元年舉人，官徐州知州。